# TOGETHER NOW
「TOGETHER NOW」（トゥギャザー・ナウ）は、JEAN MICHEL JARRE & TETSUYA "TK" KOMURO（後の「VIZITORS」）のシングル。1998年4月22日にEpic/Sony Recordsより発売された。

## 概要
- 国際サッカー連盟（FIFA）主催「1998 FIFAワールドカップ」フランス大会公式テーマソングである。
- リードヴォーカルにOLIVIA、ラップにマーク・パンサー（2曲目のみ）が参加している。
- OLIVIAの起用は「エンジェルボイスが欲しい」という所から始まり、小室としては珍しくオーディション無しで直感で即座にオファーを出した[1]。
- ジャケットのアートディレクション・デザインはタイクーングラフィックスが手掛けている。
- 1997年12月にジャンが小室を自宅スタジオに招きいれ、まずジャンによるアンセムを基調にした原曲のデモテープを流した。小室もお返しとしてMUSEUMのデモテープを聴かせた。それに合わせてジャンが新しくリズムを録る等をして、ミキシング・コンソールの前でアイディア交換を繰り返した。その数時間で大方の方向性をまとめ上げた[2][1]。その後ロサンゼルスの小室の当時のスタジオでボーカルとリズムパートのレコーディングを行い、ジャンのパリのスタジオとの間でマスターテープの交換を繰り返して完成させた。大部分のメロディの作曲はジャンが行い、小室は主にドラムンベースのリズム・パーカッションの音を目立たせ、テンポの速いパートを中心にしたアレンジを担当した[3][4][1]。
- 最初は48色の音色・78BPMをベースにしながら、途中で倍速の156BPMに転調、音色も最大96色使用した。ゴスペル出身の8人のコーラスに同じフレーズを4回繰り返して歌ってもらい、何十人もの歌声に聞こえるように加工している。ドラムパートはドラマーだけで再現しようとしたら、それこそ膨大な人数がいないと不可能なマーチングバンドの様な細かさのある仕上がりにしている[5]。
- 小室は1998年4月29日、台場で開催された「フランスまつり」のオープニングセレモニーに出席し、参列したジャック・シラク（当時のフランス大統領）の前で本楽曲を披露した[6]。

## 収録曲
| 全作曲: Jean Michel Jarre・小室哲哉（#4、作曲: Jean Michel Jarre）。 |                                               |                                           |                                                               |      |
| #                                                                    | タイトル                                      | 作詞                                      | 作曲・編曲                                                    | 時間 |
| 1.                                                                   | 「TOGETHER NOW - Original Full Mix」          | 小室哲哉・OLIVIA・Jean Michel Jarre       | Jean Michel Jarre ・ 小室哲哉 （#4、作曲: Jean Michel Jarre） | 6:58 |
| 2.                                                                   | 「TOGETHER NOW - parlez vous francais mix」   | 小室哲哉・OLIVIA・Jean Michel Jarre・MARC | Jean Michel Jarre ・ 小室哲哉 （#4、作曲: Jean Michel Jarre） | 6:16 |
| 3.                                                                   | 「TOGETHER NOW - Radio Edit (Breakdown Mix)」 | 小室哲哉・OLIVIA・Jean Michel Jarre       | Jean Michel Jarre ・ 小室哲哉 （#4、作曲: Jean Michel Jarre） | 3:48 |
| 4.                                                                   | 「Oxygene 13 TK Remix」                       |                                           | Jean Michel Jarre ・ 小室哲哉 （#4、作曲: Jean Michel Jarre） | 5:39 |
| 5.                                                                   | 「TOGETHER NOW - Instrumental」               |                                           | Jean Michel Jarre ・ 小室哲哉 （#4、作曲: Jean Michel Jarre） | 6:58 |
| 合計時間:                                                            | 合計時間:                                     | 合計時間:                                 | 29:39                                                         |      |

## クレジット
TOGETHER NOW
- Mixed : Keith "KC" Cohen
- Lead Vocal : OLIVIA
- Rap : MARC (#2)
- All Instruments performed : 小室哲哉

Oxygene 13 TK Remix
- Remixed : 小室哲哉
- Mixed : Eddie Delena

## 収録アルバム
- Allez! Ola! Olé!（1998年）
  - FIFAワールドカップの公式アルバム。出場国のアーティストが楽曲を提供している。